# 이시카와촌 (이시카와현)
이시카와촌(石川村)은 이시카와현 이시카와군에 설치되었던 촌이다.